# 857 TCN
857 TCN là một năm trong lịch La Mã.